# Willingen (Upland)
Willingen é um município da Alemanha, situado no distrito de Waldeck-Frankenberg, no estado de Hesse. Tem 80,19 km² de área, e sua população em 2019 foi estimada em 6.096 habitantes.